# Mazzapicchio (arma)
Il mazzapicchio (Bec de Corbin "Becco di corvo" in lingua francese) è un tipo di arma inastata divenuto molto popolare durante il Medioevo europeo.

## Descrizione
Molto simile all'azza (chiamata appunto bec de faucon, "becco di falcone" in francese) si compone di una testa di martello, sormontata da una cuspide a sezione romboidale, fronteggiata, sul posteriore, da una "penna" simile alla punta di un piccone, montata su di un'asta d'altezza variabile. Diversamente dal martello d'armi, il mazzapicchio veniva principalmente utilizzato per colpire con la sua punta di piccone e la testa di martello serviva per il bilanciamento del colpo e per imprimere maggior peso all'urto di sfondamento.
Il termine mazzapicchio indica spesso un insieme di armi molto diverse tra loro: il mazzapicchio propriamente detto, il maglio, il martello d'armi ed il picco d'armi.

## Varianti
- Martello di Lucerna